# Кадикасы
Кадикасы́ (чув. Катькас) — деревня в Моргаушском районе Чувашской Республики. Входит в состав Кадикасинского сельского поселения.

## География
Находится в северо-западной части Чувашии, на расстоянии приблизительно 13 км на север-северо-восток по прямой от районного центра села Моргауши у автомагистрали Р-173.

## История
Известна с 1723 года, когда здесь было учтено 74 жителя мужского пола. В 1747 году таких жителей стало 155, в 1795 году отмечено 40 дворов и 516 человек. В 1858 году здесь было учтено 323 жителя. В 1897 году отмечен 481 житель, в 1926—109 дворов и 502 жителя, в 1939—539 жителей, в 1979—488. В 2002 году было 180 дворов, в 2010—157 домохозяйств. В 1928 году был образован колхоз «Колос», в 2010 действовало ОАО "Птицефабрика «Моргаушская».

## Население
Постоянное население составляло 581 человек (чуваши 97 %) в 2002 году, 357 в 2010.